# スコット・ウェントワース
スコット・ウェントワース(Scott Wentworth, 1955年 - )は､アメリカ合衆国メリーランド州ボルチモア出身の俳優。

## 略歴
舞台からテレビ、映画と多彩に活躍。
特に、舞台においてはシェイクスピアからトルストイといった古典からミュージカルまでこなし、オフ･ブロードウェイのミュージカル Welcome to the Club でトニー賞にノミネートされ、脚本も手がけた Enter The Guardsman でもローレンス・オリヴィエ賞とトニー賞にノミネートされた。
映画では『ダイアリー・オブ・ザ・デッド』にアーチェリーの名手の大学教授アンドリュー役で出演。
現在はカナダを拠点に活動している。

## 出演作品
| 公開年    | 邦題 原題                                      | 役名                         | 備考                               |
| --------- | ---------------------------------------------- | ---------------------------- | ---------------------------------- |
| 1989      | ロスト・イン・ブルックリン Sing                | フレディ                     |                                    |
| 1994-1996 | Kung Fu: The Legend Continues                  | カーミット・グリフィン       | テレビシリーズ、24エピソードに出演 |
| 1997      | アイス・ストーム The Ice Storm                 | ポールの教師                 |                                    |
| 1999      | エアスピード Free Fall                         | スコット・ウォレス           |                                    |
| 2007      | ダイアリー・オブ・ザ・デッド Diary of the Dead | アンドリュー・マックスウェル |                                    |
| 2010-2011 | Baxter                                         | キングフィールド             | テレビシリーズ、9エピソードに出演  |
| 2011      | She's the Mayor                                | ビル・クラーク               | テレビシリーズ、13エピソードに出演 |